# JL Skinner
JL Skinner III (San Diego, 16 aprile 2001) è un giocatore di football americano samoano americano che milita nel ruolo di cornerback per i Denver Broncos della National Football League (NFL).

## Carriera

### Denver Broncos
Al college Skinner giocò a football a Boise State, dove nell'ultima stagione fu inserito nella formazione ideale della Mountain West Conference. Fu scelto nel corso del sesto giro (183º assoluto) del Draft NFL 2023 dai Denver Broncos. Debuttò come professionista subentrando nella gara del decimo turno contro i Minnesota Vikings giocando sei snap negli special team. La sua prima stagione si chiuse con due presenze.